# Atletismo en los Juegos Paralímpicos de Tokio 2020
El Estadio Olímpico de Tokio albergó competencias atléticas para los Juegos Paralímpicos de Tokio 2020. 167 eventos de medallas en total, 93 para hombres, 73 para mujeres y 1 mixto. En términos de la cantidad de atletas participantes y los eventos de medalla planificados, fue la competencia más grande en el calendario de los Juegos.
Debido a la pandemia de COVID-19, los Juegos Olímpicos y Paralímpicos de Tokio 2020 se pospusieron para 2021. Sin embargo, conservaron el nombre de 2020 y se llevaron a cabo del 24 de agosto al 5 de septiembre de 2021.

## Clasificación y pruebas
Los atletas que compiten se dividen en diferentes categorías según sus discapacidades (T significa pruebas de pista, F significa pruebas de campo). Para ellos se han establecido siete categorías distintas:
- T/F11-13: Atletas ciegos (11) y con discapacidad visual (12–13); los atletas de pista suelen correr junto a un guía.

- T/F20: Deportistas con discapacidad intelectual.

- T/F31-38: Deportistas con problemas de coordinación, como parálisis cerebral. Las pruebas de carrera se llevan a cabo del 35 al 38, mientras que las pruebas en silla de ruedas se llevan a cabo del 31 al 34.

- F40–41: Les Autres, que suele reservarse para atletas con enanismo.

- T/F42–47: Atletas con amputaciones, algunos deportistas participan en competencias sentados en el campo.

- T/F51–58: Deportistas con trastornos o lesiones de la médula espinal. La mayoría de los atletas compiten en pruebas sentados en las pruebas de campo.

- T/F61-64: Atletas con deficiencias en las prótesis de las extremidades y diferencia en la longitud de las piernas (dismetría).

- RR1, RR2 y RR3: Atletas que participan en eventos RaceRunning que tienen problemas graves de coordinación (hipertonía, ataxia, atetosis).

## Calendario
| ● | Finales |

| Agosto/Septiembre | 27 | 28 | 29 | 30 | 31 | 1   | 2   | 3   | 4   | 5   |
| ----------------- | -- | -- | -- | -- | -- | --- | --- | --- | --- | --- |
| Final             | 13 | 16 | 19 | 16 | 21 | 17  | 18  | 17  | 25  | 5   |
| Total Acumulado   | 13 | 29 | 48 | 64 | 85 | 102 | 120 | 137 | 162 | 167 |